# Коняев, Пётр Михайлович
Пётр Михайлович Коняев (1922—1951) — старший лейтенант Советской Армии, участник Великой Отечественной войны, Герой Советского Союза (1945).

## Биография
Пётр Коняев родился 4 июля 1922 года в селе Поплевино. Окончил девять классов школы. В 1940 году Коняев был призван на службу в Рабоче-крестьянскую Красную Армию. В 1942 году он с отличием окончил Батайскую военную авиационную школу лётчиков. С октября 1943 года — на фронтах Великой Отечественной войны. Принимал участие в боях на Прибалтийском, 3-м Белорусском и 1-м Украинском фронтах.
К концу войны старший лейтенант Пётр Коняев командовал звеном 482-го истребительного авиаполка 322-й истребительной авиадивизии 2-й воздушной армии 1-го Украинского фронта. К тому времени он совершил 165 боевых вылетов, принял участие в 35 воздушных боях, сбив 14 вражеских самолётов лично и ещё 1 — в составе группы. Произвёл ряд штурмовок скоплений боевой техники и живой силы противника, нанеся ему большие потери.
Указом Президиума Верховного Совета СССР от 10 апреля 1945 года за «образцовое выполнение заданий командования и проявленные мужество и героизм в боях с немецкими захватчиками» старший лейтенант Пётр Коняев был удостоен высокого звания Героя Советского Союза с вручением ордена Ленина за номером 38896 и медали «Золотая Звезда» за номером 6033.
В 1947 году в звании старшего лейтенанта Коняев был уволен в запас. Проживал в Рязани. Скоропостижно скончался 8 августа 1951 года, похоронен в родном селе.
Был также награждён орденами Красного Знамени, Отечественной войны 2-й степени, Красной Звезды, рядом медалей.